# Drapeau d'Ærø
L’île Ærø [èreu], une île danoise dans la mer Baltique, a un drapeau spécifique. Le drapeau d'Ærø est un drapeau local non officiel, qui est tricolore, jaune d'or, vert de mer et rouge, en neuf bandes.
Ce drapeau a probablement été créé entre 1622 et 1633 par le duc Christian de Schleswig-Holstein-Sonderborg-Ærø, qui a hérité d'Ærø à la mort de son père, le duc Jean de Schleswig-Holstein-Sonderbourg, en 1622. Le duc Christian est le seul duc d'Ærø dont le duché comprenait la totalité d'Ærø.
Après sa mort en juin 1633, la succession a été soigneusement et précisément enregistrée. Ces descriptions détaillées nous permettent de connaître le drapeau d'Ærø. Converti en mesures modernes, le drapeau était presque carré (2,81 m de haut et 2,87 m), tricolore avec neuf bandes.
Il existe un autre étendard sur Ærø, qui était considéré comme le drapeau d'Ærø avant que qu'une enquête historique ne soit réalisée en 2015. Il s'agit d'un drapeau tricolore avec les couleurs jaune, vert et rouge, qui a la même disposition que le drapeau lituanien. Les historiens ont montré que ce drapeau était dû à une mauvaise interprétation des anciennes descriptions de l'inventaire du domaine du duc Christian. Les deux drapeaux cohabitent sur l'île, certains habitants préférant garder celui utilisé pendant près de 400 ans auparavant.

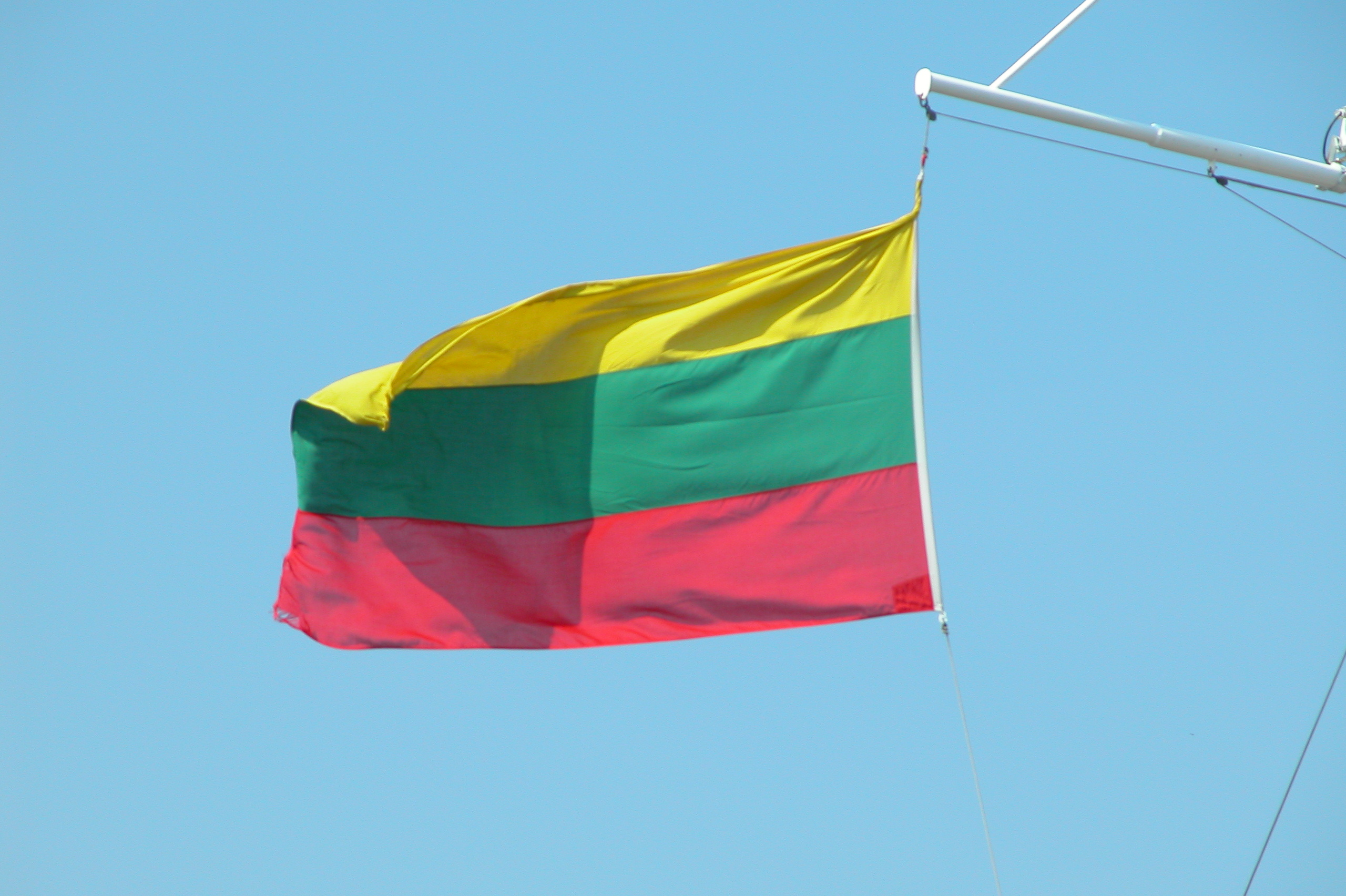
Le drapeau erroné d'Ærø
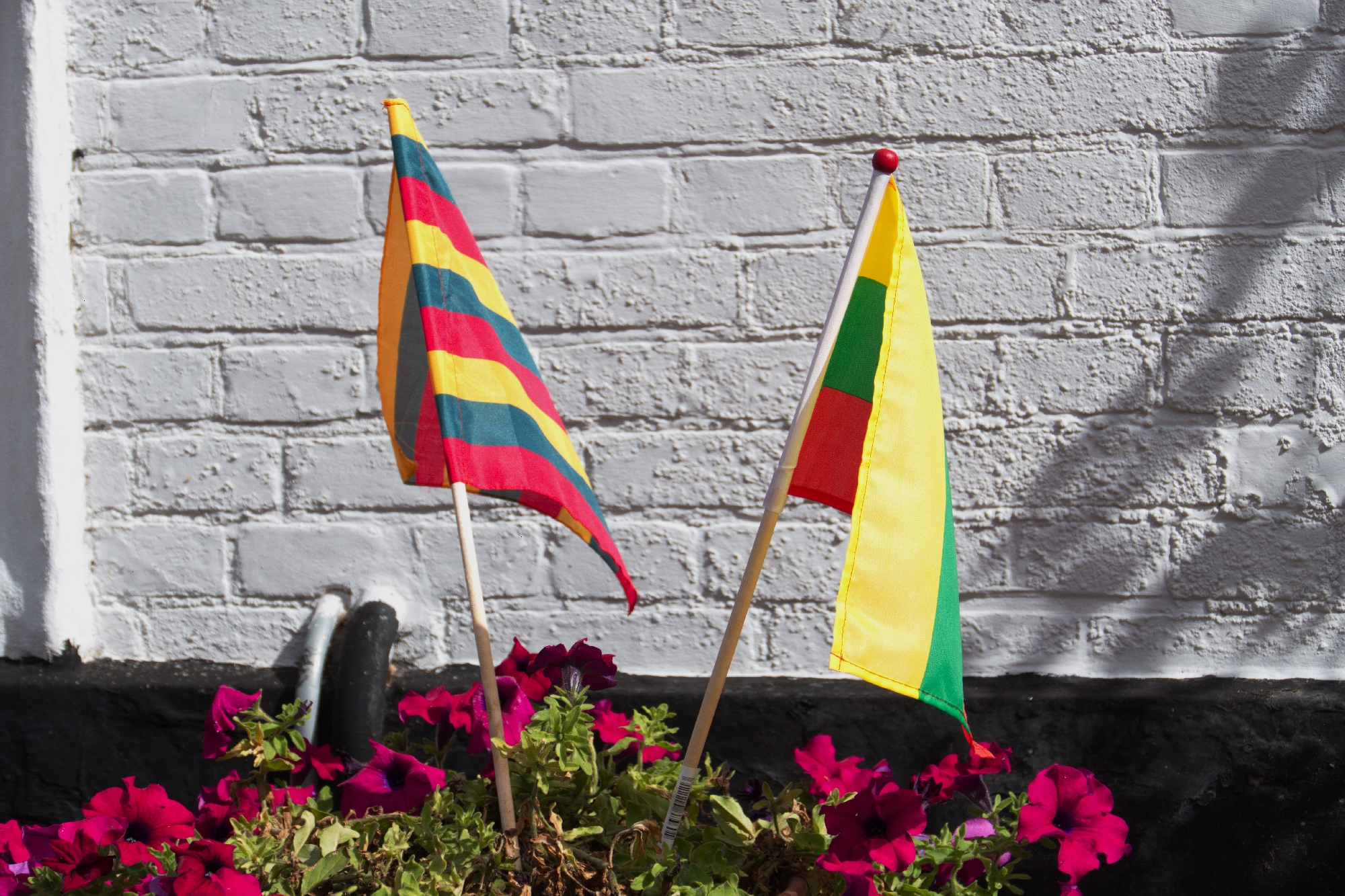
Le drapeau à neuf bandes à côté de l'ancien drapeau à trois bandes